# Apeadero Kilómetro 322
Kilómetro 322 es un apeadero del Ferrocarril Sarmiento ubicado en el paraje Sol de Mayo, en la localidad de Coronel Martínez de Hoz, Partido de Lincoln, Provincia de Buenos Aires, Argentina.

## Ubicación
Se encuentra a 322 km de la Estación Once.

## Servicios
No presta servicios de pasajeros. Sus vías están concesionadas a la empresa de cargas Ferroexpreso Pampeano, sin embargo las vías se encuentran sin uso y en estado de abandono.